# Comuna Pietrari, Dâmbovița
Pietrari este o comună în județul Dâmbovița, Muntenia, România, formată din satele Aluniș, După Deal, Pietrari (reședința), Șipot și Valea.

## Așezare
Comuna Pietrari este o comună din județul Dâmbovița care a redevenit comună în 2004, zona Muntenia, România și este situată în partea de nord-vest a județului Dâmbovița, la aproximativ 32 de kilometri de Târgoviște, vechea reședință domnească și are următoarele coordonate geografice: latitudine 45.0833° și longitudine 25.2833°. Din punct de vedere administrativ la N se învecinează cu comuna Bărbulețu, la E cu comunele Râu Alb și Vulcana-Băi, la S-V cu comuna Voinești. 
Satul Pietrari este dezvoltat pe o axă nord-sud a teritoriul administrativ pe de o parte și de alta a DJ 712A, pe valea pârâului Râu Alb
Satele Aluniș și Sipot sunt dezvoltate pe văile din partea de est a satului Pietrari, unite cu acesta începând cu intersecția DJ 712A cu DC 139A.
Satul După Deal este dezvoltat de-a lungul unei creste deluroase, pe malul drept al pârâului Râu Alb.
Satul Valea se desfășoară de-a lungul pârâului Strâmba, în partea de vest a teritoriului administrativ. 
Satul Pietrari, reședința de comună este o localitate de rangul IV, iar celelalte 4 sate componente sunt localități de rangul V. 
Suprafața totală este de 2459 ha din care 286 ha intravilan.

## Demografie
Componența etnică a comunei Pietrari
     Români (95,56%)
     Alte etnii (0,09%)
     Necunoscută (4,35%)
Componența confesională a comunei Pietrari
     Ortodocși (94,78%)
     Alte religii (0,73%)
     Necunoscută (4,48%)
Conform recensământului efectuat în 2021, populația comunei Pietrari se ridică la 2.186 de locuitori, în scădere față de recensământul anterior din 2011, când fuseseră înregistrați 2.533 de locuitori. Majoritatea locuitorilor sunt români (95,56%), iar pentru 4,35% nu se cunoaște apartenența etnică. Din punct de vedere confesional, majoritatea locuitorilor sunt ortodocși (94,78%), iar pentru 4,48% nu se cunoaște apartenența confesională.

## Politică și administrație
Comuna Pietrari este administrată de un primar și un consiliu local compus din 11 consilieri. Primarul, Cornel Coman[*],  politician independent, este în funcție din 1 noiembrie 2024. Începând cu alegerile locale din 2024, consiliul local are următoarea componență pe partide politice:
|  | Partid                          | Consilieri | Componența Consiliului | Componența Consiliului | Componența Consiliului | Componența Consiliului | Componența Consiliului |
|  | ------------------------------- | ---------- | ---------------------- | ---------------------- | ---------------------- | ---------------------- | ---------------------- |
|  | Partidul Social Democrat        | 5          |                        |                        |                        |                        |                        |
|  | Alianța pentru Unirea Românilor | 4          |                        |                        |                        |                        |                        |
|  | Partidul Național Liberal       | 2          |                        |                        |                        |                        |                        |

## Istorie
Toponimele Pietrari, Pietrarul, Pietrariul prezente în documentele vremii indică nu numai prezența unor "ocne" din care se tăiau pietre de moară, dar și meșteșugul de cioplitori în piatra cu un trecut mult mai îndepărtat. De la Pietrari provin două monede geto-dacice, copii după monedele care circulau în vremea lui Alexandru Cel Mare.
Atestarea documentară a satului Pietrari este făcută în 1542 când moșia Pietrărești este amintită într-un hrisov prin care voievodul Radu Parisac "înstărește jupânului Dragu Culcer moșie în Pietrari, partea vornicului Oprea să-i fie lui ocina și casă pentru că surzâsul boier a fost lângă domnia sa". În 1597 următorul stapân este Tatu Postelnic din Lazuri care era un moșier cu mai multe moșii pe tot cuprinsul zonei, inclusiv Bărbulețu.
În secolul al XIX mai exact în decursul anului 1831 și a următorilor ani când s-a aplicat noul regulament organic au loc schimbări în structura administrativă a județelor din această zonă și anume județul se împarte în 5 Plași: Bolintinul, Cobia, Dealul, Dâmbovița și Ialomița.
Dâmbovița va avea sediul la Pietrari și Ialomița cu sediul la Serbănești-Poduri. Cele două erau conduse de vatafi numiți de domni, aceștia având atribuții și de pază a hotarelor de hoți și tâlhari. Din 1831 coducerile celor două aveau și atribuții judecătorești. În 1849 conducerea Dâmbovița se mută la Fieni pentru o perioadă, dar apoi s-a mutat din nou la Pietrari.
La sfârșitul secolului al XIX-lea, comuna făcea parte din plaiul Dâmbovița-Ialomița al județului Dâmbovița și era formată din satele Manga, Cornățelu, Mlăcile, Gura Bărbulețului, Dealu și Strâmbu, cu o populație totală de 2287 locuitori. În comună funcționau o școală, trei mori de apă și două biserici.
La sfârșitul secolului al XIX-lea, comuna făcea parte din plaiul Dâmbovița-Ialomița al județului Dâmbovița și era formată din satele Manga, Cornățelu, Mlăcile, Gura Bărbulețului, Dealu și Strâmbu, cu o populație totală de 2287 locuitori. În comună funcționau o școală, trei mori de apă și două biserici.
În 1925, Anuarul Socec consemnează comuna în plasa Voinești a aceluiași județ, cu satele După Deal, Gura Bărbulețului, Manga, Mlăcile, Pietrari, Strâmbu, Șipotu, Valea Glodului și Alunișu, cu 2587 de locuitori.
În 1950, comuna a fost transferată raionului Muscel din regiunea Argeș, iar în 1968 a revenit la județul Dâmbovița, reînființat, fiind însă imediat desființată și inclusă în comuna Bărbulețu.
În secolul al XX-lea, mai exact pâna în 1968, a fost comună, iar după această dată a fost trecută ca și localitatea Râul Alb alături de Bârbulețu într-o comună nouă numită Comuna Bărbulețu.
Comuna a fost reînființată în decembrie 2004, satele actuale ale comunei fiind desprinse din comuna Bărbulețu. Pietrari (sediul comunei), Aluniș, Sipot, După Deal și Valea.